# Asplenium macrosorum
Asplenium macrosorum là một loài thực vật có mạch trong họ Aspleniaceae. Loài này được Bertol. ex Colla miêu tả khoa học đầu tiên.